# Coronatomyces cubensis
Coronatomyces cubensis är en svampart som beskrevs av Dania García, Stchigel & Guarro 2004. Coronatomyces cubensis ingår i släktet Coronatomyces och familjen Sordariaceae.   Inga underarter finns listade i Catalogue of Life.